# Gienrich Fiedosow
Gienrich Aleksandrowicz Fiedosow, ros. Генрих Александрович Федосов (ur. 6 grudnia 1932 w Wielkich Łukach; zm. 20 grudnia 2005 w Moskwie) – rosyjski piłkarz, grający na pozycji napastnika, reprezentant ZSRR.

## Kariera piłkarska

### Kariera klubowa
Wychowanek juniorskiej drużyny Dinamo Mołotow. W 1950 rozpoczął karierę piłkarską w pierwszej drużynie Dinama Mołotow. W 1953 roku został piłkarzem Dynama Moskwa, w którym występował przez 8 lat. Potem bronił barw drugoligowych klubów Dinamo Kirow, Szynnik Jarosław, Znamia Nogińsk i Nieftianik Uchta. W 1966 zakończył swoją karierę piłkarską.

### Kariera reprezentacyjna
24 listopada 1957 zadebiutował w reprezentacji Związku Radzieckiego w dodatkowym meczu kwalifikacyjnym do MŚ'58 z Polską wygranym 2:0, w którym zdobył jedną z dwóch bramek. Łącznie rozegrał 3 mecze i strzelił 1 gola.

## Kariera zawodowa
Jeszcze będąc piłkarzem trenował kluby Znamia Nogińsk i Nieftianik Uchta. W latach 1967–1968 pomagał trenować Traktor Włodzimierz, a w latach 1971–1972 Łucz Moskwa. Zmarł 20 grudnia 2005 w Moskwie. Został pochowany na cmentarzu Domodiedowskim.

## Sukcesy i odznaczenia

### Sukcesy klubowe
- mistrz ZSRR: 1954, 1955, 1957, 1959.
- wicemistrz ZSRR: 1956, 1958
- brązowy medalista mistrzostw ZSRR: 1960
- finalista Pucharu ZSRR: 1955

### Sukcesy reprezentacyjne
- uczestnik mistrzostw świata: 1958

### Sukcesy indywidualne
- wybrany do listy 33 najlepszych piłkarzy ZSRR: Nr 1 (1957), Nr 3 (1959)

### Odznaczenia
- tytuł Mistrza Sportu ZSRR: 1959